# Reservat Hai Bar
Koordinaten: 29° 52′ 17,1″ N, 35° 3′ 1,1″ O
Das Reservat Hai Bar (hebräisch שְׁמוּרַת חַי-בָּר יָטְבָתָה Schmūrat Chaj-Bar Jåṭəvatah, deutsch ‚Reservat des Wildlebens Jotvatah‘) nahe dem Kibbutz Jotvata ist ein zwölf Quadratkilometer großes parkartiges Zucht- und Ansiedlungszentrum der Israel Nature and Parks Authority im Süden des Landes. Es liegt in der Arava-Wüste bei Jotvata nördlich von Eilat an der Nationalstraße . Die INPA führt das Gebiet als Nationalpark.
In dem Wildpark werden vor allem bedrohte Huftiere gehalten, die einst in den Wüstengebieten Israels heimisch waren. Die Weidetiere bewohnen ein zwölf Quadratkilometer großes, eingezäuntes Gelände. Die Nachkommen der Zuchtgruppen werden teilweise für Wiederansiedlungsprojekte im trockenen Süden Israels verwendet. So werden Arabische Oryxantilopen, Afrikanische Strauße und Halbesel unter fast natürlichen Bedingungen gehalten, um sie an ein Leben in Freiheit zu gewöhnen. Halbesel aus Jotvata wurden mittlerweile in Israel in freier Wildbahn angesiedelt, etwa im Machtesch Ramon Krater.
Auch bedrohte Arten, die nie in Israel vorkamen und nicht für Wiederansiedlungsprojekte im Land gedacht sind, werden gezüchtet. Darunter sind Somali-Wildesel, Mendesantilope und Säbelantilopen zu nennen. In einem gesonderten Bereich werden auch Raubtiere sowie Reptilien und Kleintiere der Wüste gezeigt.
Mit dem Chai-Bar-Karmel-Park hat der Wildpark ein mediterranes Gegenstück, in dem Tiere der weniger trockenen Landschaften gezüchtet werden.

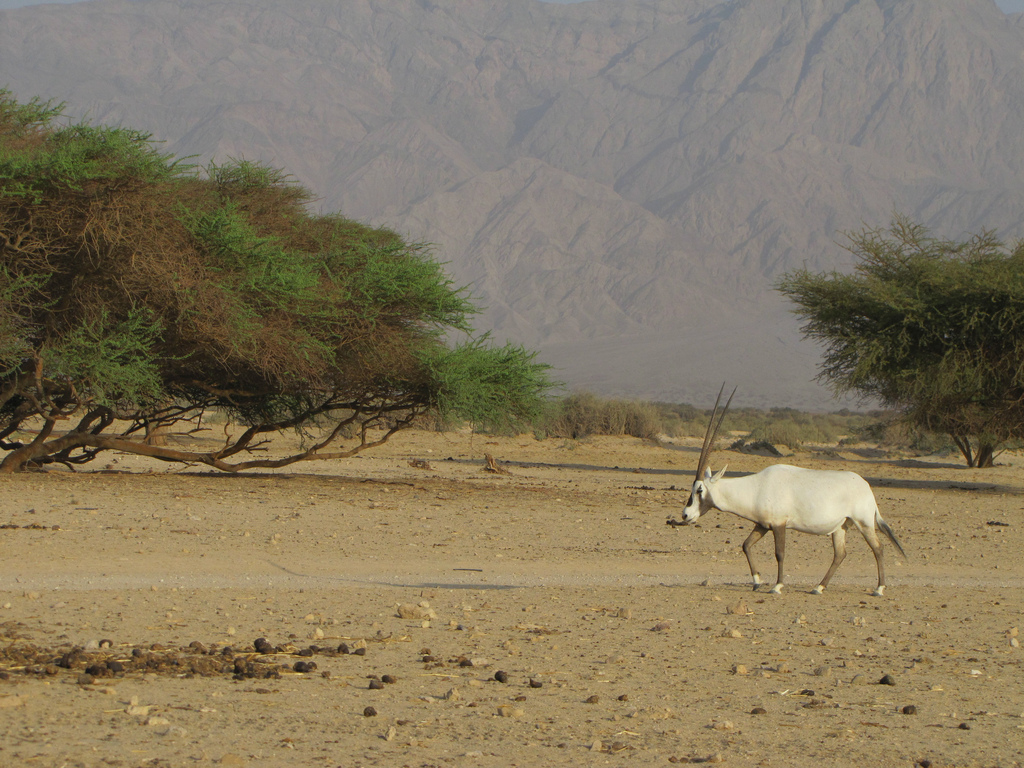
Arabische Oryx
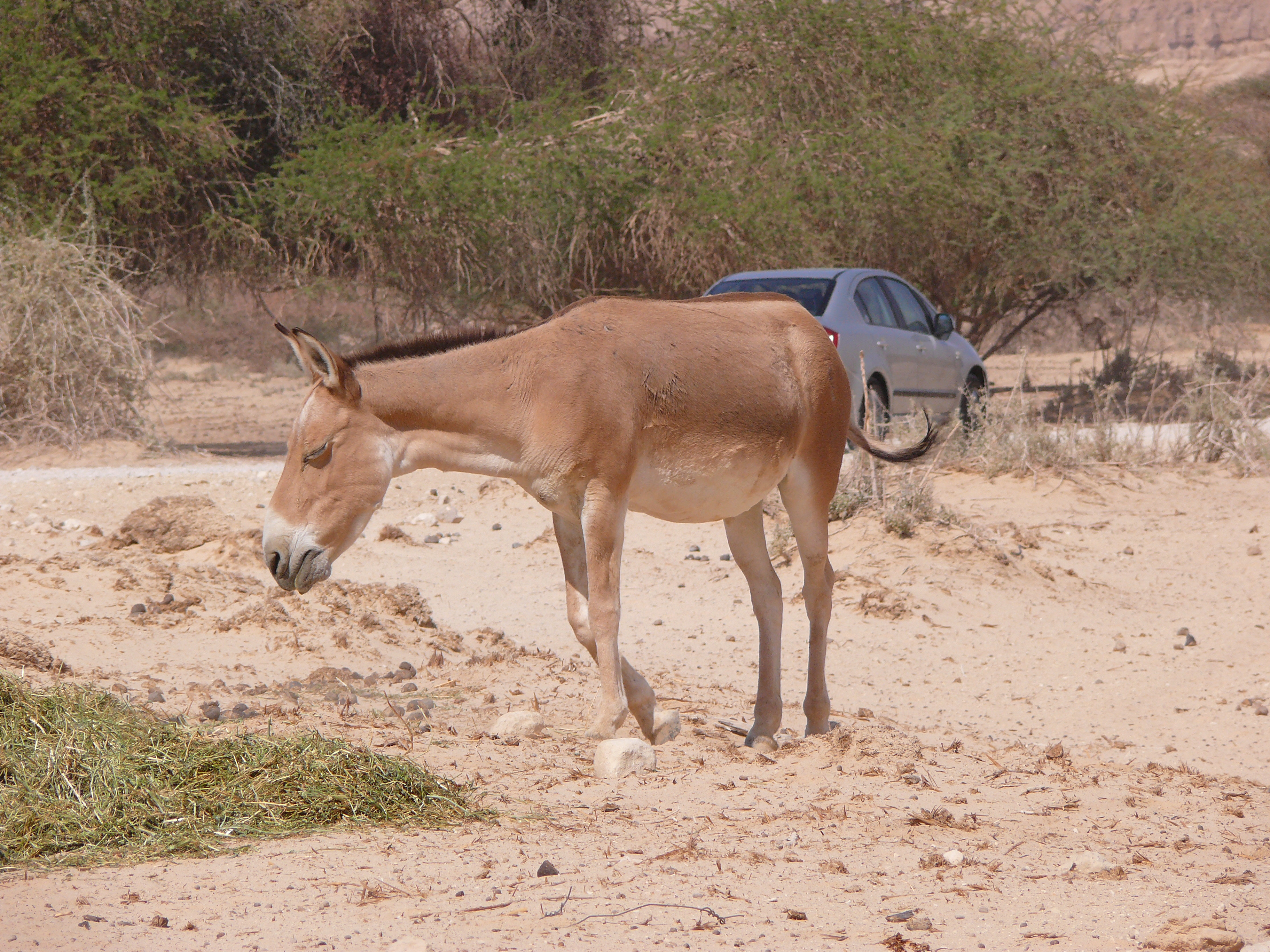
Halbesel
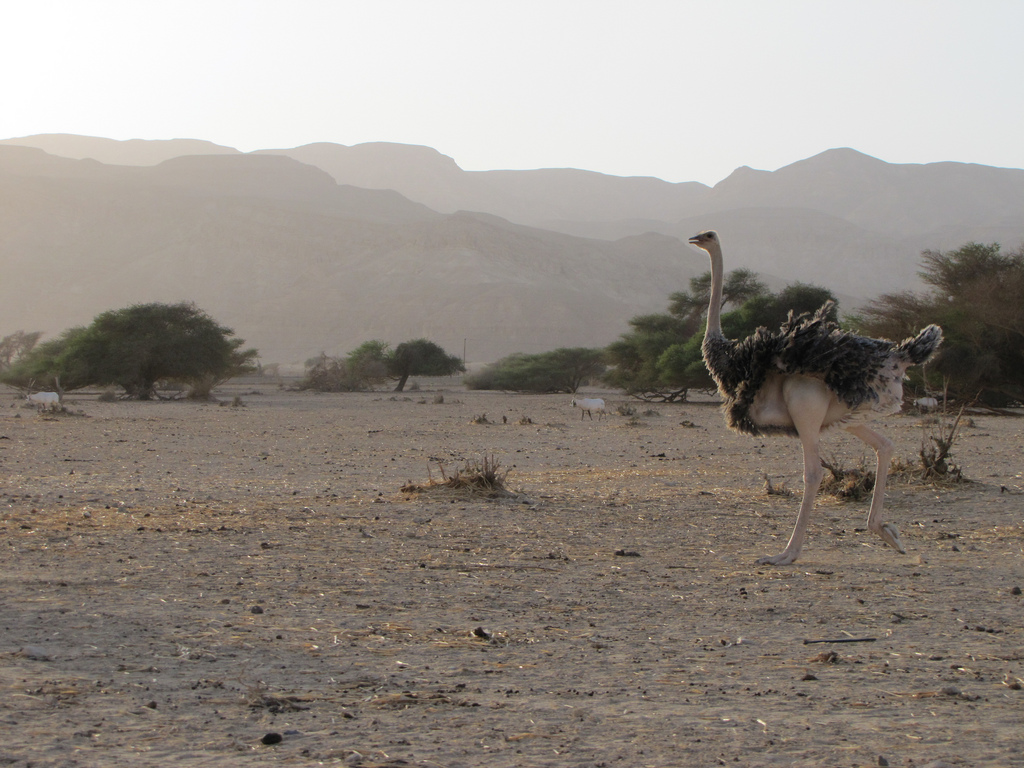
Strauß, im Hintergrund Arabische Oryxantilopen
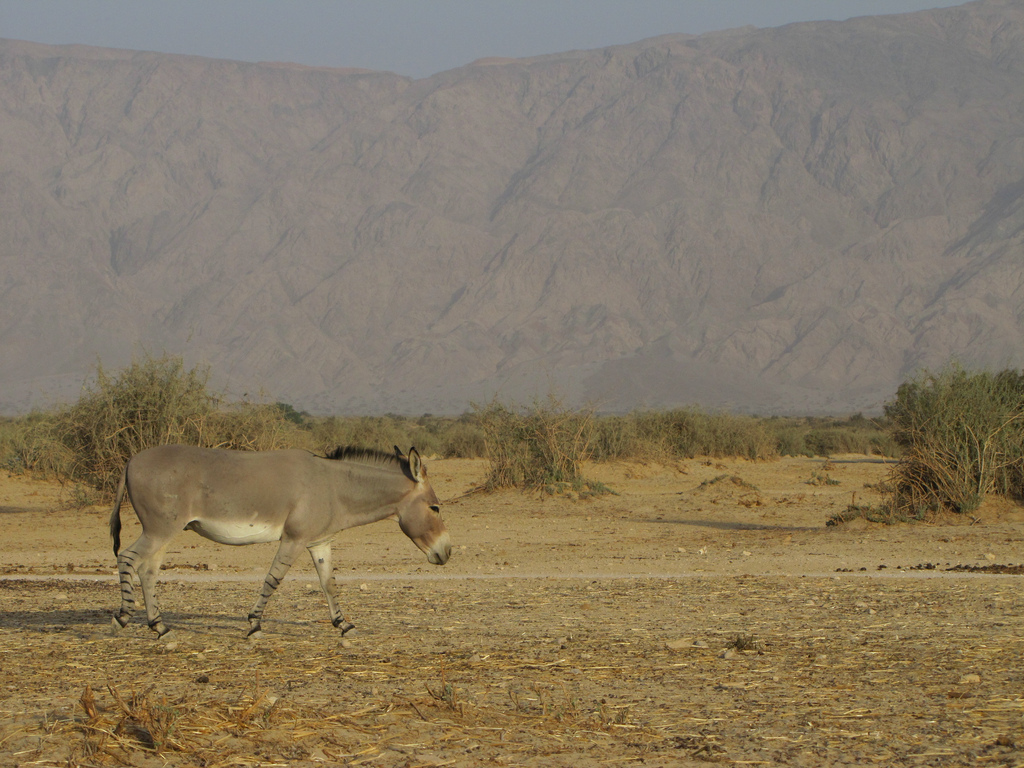
Afrikanischer Wildesel